# Guillermo Haro Barraza
Guillermo Haro Barraza (Ciudad de México, 21 de marzo de 1913 - Ciudad de México, 27 de abril de 1988), conocido como Guillermo Haro, fue un astrónomo aficionado investigador y académico mexicano. Con cuarenta años de edad, fue uno de los miembros más jóvenes en ingresar a El Colegio Nacional.

## Estudios
Creció durante la época de la Revolución mexicana. Estudió filosofía en la Universidad Nacional Autónoma de México (UNAM). Se empezó a interesar en la astronomía y a causa de su dedicación y entusiasmo acabó siendo contratado en 1943 como asistente del recién fundado Observatorio Astrofísico Nacional de Tonantzintla. Para seguir con su educación en astronomía visitó los Estados Unidos, donde trabajó desde 1943 a 1944 en el Harvard College Observatory. Colaboró como articulista para el periódico Excélsior.

## Investigación
Cuando volvió a México en 1945 continuó trabajando en el Observatorio Astrofísico Nacional de Tonantzintla, donde era responsable de la nueva cámara de Schmidt de 24-31 pulgadas. Allí empezó su estudio sobre estrellas extremadamente rojas y extremadamente azules. Para continuar su estudio en este tipo de estrellas aplicó al refractor Ross de 8 pulgadas el método de descubrimiento Tikhov, pasando placas de imagen múltiples a través de tres filtros sobre emisiones 103a e IN. En 1947 comenzó a trabajar en el Observatorio de Tacubaya de la Universidad Nacional Autónoma de México.
Fue vicepresidente de la American Astronomical Society de 1960 a 1963. Fue director del Instituto de Astronomía de la Universidad Nacional Autónoma de México hasta 1968 cuando renunció al cargo.
Guillermo Haro contribuyó al desarrollo de la astronomía, especialmente con el telescopio Schmidt de Tonantzintla. Entre sus descubrimientos se encuentra la detección de numerosas nebulosas planetarias en dirección al centro de la galaxia y el descubrimiento (realizado simultáneamente por George Herbig) de condensaciones de nubes de alta densidad junto a regiones ricas en estrellas de reciente formación (llamadas en la actualidad Objeto Herbig-Haro). Haro y sus compañeros descubrieron estrellas fulgurantes en la región de Orión, y posteriormente en agregados estelares de diferentes edades. Continuó su intensa actividad detectando estrellas fulgurantes durante toda su vida.
Otro de los proyectos de envergadura llevados a cabo por Haro fue la realización de un listado de 8746 estrellas azules en dirección al polo norte galáctico, publicado conjuntamente con Willem Jacob Luyten en 1961. Este trabajo fue realizado con el Schmidt de 48 pulgadas del Observatorio Palomar, usando una técnica que empleaba imágenes en tres colores que había desarrollado en Tonantzintla. Al menos 50 de estos objetos acabaron siendo quásares (cuerpos celestes desconocidos en 1961). La lista de Haro de 44 galaxias azules, recopilada en 1956, fue precursora del trabajo realizado por Benjamin Egishevich Markarian (entre otros) en la búsqueda de ese tipo de galaxias. Haro descubrió también varias estrellas T Tauri, una supernova más de 10 novas y un cometa.

## Aportes

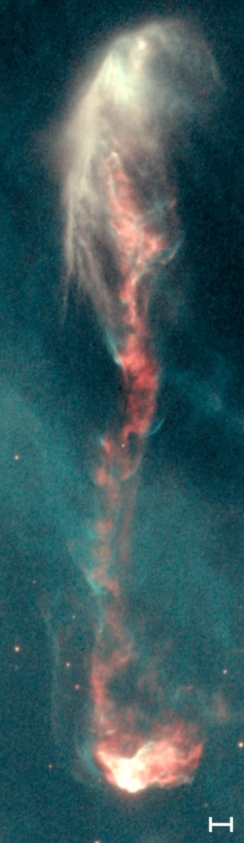
Objeto Herbig-Haro HH47. Estos objetos fueron estudiados en el observatorio de Tonantzintla por Guillermo Haro de manera separada a George Herbig.

En 1967, propuso instalar un observatorio en la Sierra de San Pedro Mártir en Baja California, y en 1970, otro en Cananea en el estado de Sonora. En 1971 fue fundador del Instituto Nacional de Astrofísica, Óptica y Electrónica (INAOE). Por otra parte, Haro influyó profundamente en el departamento de astronomía de México, no solo por sus investigaciones astronómicas, sino también por impulsar el desarrollo de nuevas instituciones. Además, determinó la dirección de las investigaciones científicas en México, apoyó nuevas líneas de investigación y estableció políticas científicas generales.[Faltan referencias]

## Premios y distinciones
- Medalla de oro Luis G. León de la Sociedad Astronómica de México en 1953.
- Doctor honoris causa del Case Western Reserve University de Cleveland en 1953.
- Miembro de El Colegio Nacional de México, el 6 de julio de 1953 con el discurso En el cielo y en la tierra.[8]
- Medalla honorífica de la Academia de Ciencias de Armenia en 1962.
- Miembro del Consejo Directivo de la American Astronomical Society de 1957 a 1960 y vicepresidente de 1960 a 1963.
- Miembro asociado de la Royal Astronomical Society de Inglaterra en 1959.
- Premio Nacional de Ciencias por el gobierno federal de México en 1963.
- Miembro correspondiente de la Academia Colombiana de Ciencias Exactas, Físicas y Naturales desde 1970.
- Medalla Lomonósov de la Academia de las ciencias de Rusia (en su época de la Unión Soviética) en 1986.[6]

## Publicaciones
Haro escribió casi treinta libros y más de ochenta artículos de investigación, además de folletos de divulgación. Entre sus publicaciones se destacan:
- Herbig's Nebulous Objects Near NGC 1999 (1952).[9]
- Cometa Haro-Chavira (1955). Esta se refiere al cometa denominado 1954k Haro-Chavira.
- Supernova en una galaxia espiral (1959).
- Variables eruptivas en el halo galáctico (1961).
- Flare stars (1968).
- On the photoelectric photometry of some Orion flare stars (1969).
- New flare stars in the Pleiades (1970).

## Fallecimiento
Guillermo Haro falleció el 27 de abril de 1988, a los 75 años. La mitad de sus cenizas mortales fueron trasladadas a la Rotonda de las Personas Ilustres el 6 de agosto de 1994. Manuel Peimbert Sierra pronunció un discurso en su honor. La otra mitad de sus cenizas se depositaron en la cima de Tonantzintla, a un lado del sepulcro de Luis Enrique Erro, de quien fue discípulo, colaborador y amigo. El observatorio de Cananea fue renombrado Observatorio Astrofísico Guillermo Haro en su honor.